# Zhongzhuang
Zhongzhuang (kinesiska: 中庄乡, 中庄) är en socken i Kina. Den ligger i provinsen Shandong, i den östra delen av landet, omkring 130 kilometer sydost om provinshuvudstaden Jinan.
Genomsnittlig årsnederbörd är 865 millimeter. Den regnigaste månaden är juli, med i genomsnitt 304 mm nederbörd, och den torraste är januari, med 8 mm nederbörd.